# Biłky (hromada Romanów)
Biłky (ukr. Білки) – wieś na Ukrainie, w obwodzie żytomierskim, w rejonie żytomierskim, w hromadzie Romanów. W 2001 liczyła 147 mieszkańców, wśród których 145 wskazało jako ojczysty język ukraiński, a 2 rosyjski.